# Hemirhamphodon kapuasensis
Hemirhamphodon kapuasensis is een straalvinnige vissensoort uit de familie van halfsnavelbekken (Hemiramphidae). De wetenschappelijke naam van de soort is voor het eerst geldig gepubliceerd in 1991 door Collette. De vis komt van origine voor in Indonesië.